# چیذر
چیذَر نام محله و دهکده‌ای در شمیران واقع در شمال شهر تهران است. این محله که در شهرستان شمیرانات و منطقه ۱ شهرداری تهران قرار دارد، از شمال به خیابان فرمانیه (شهید دکتر لواسانی) و بلوار اندرزگو، از شرق به خیابان کامرانیه جنوبی، از جنوب به بزرگراه صدر و از غرب به قیطریه محدود می‌شود.
چیذر بیشتر به‌خاطر امامزاده علی‌اکبر شناخته شده‌است. این محله پیش از این یک روستا بوده که به‌تدریج با گسترش شهر تهران به پایتخت ضمیمه شده‌است.
با توسعه روزافزون شهر و رشد آمار ساخت و ساز به ویژه در منطقه یک، چهره چیذر نیز به کلی تغییر کرده و عمدتاً به جای خانه‌ها و خانه‌باغ‌های یک و دو طبقه، آپارتمان‌های چند طبقه در تمام معابر اغلب باریک این محله سر برآورده و به جمعیت محله افزوده‌است. به این ترتیب عده‌ای از خارج از محله چیذر اکنون در این نقطه سکونت پیدا کرده‌اند و مثل اغلب محله‌ها بافت بومی دستخوش تغییرات اساسی شده‌است. بخشی کوچکی از محله چیذر با توجه به معابر کم عرض و بافت قدیمی جزء مناطق بومی همچنان هستند اما عمده پهنه این محله به کلی نوسازی و معابر پهن و بافت جدید و ساختمان‌های لوکس جایگزین شده‌است.

## محدوده محله چیذر
چیذر از سمت شمال به خیابان فرمانیه (شهید دکتر لواسانی)غربی و از سمت جنوب به اتوبان صدر - بلوار قیطریه و میدان پیروز و از سمت شرق به خیابان کامرانیه جنوبی (پاشاظهری) و از سمت غرب به خیابان براتی - نعمتی و لاله محدود می‌شود
چیذر در میان محله‌های قیطریه، دزاشیب، اختیاریه، فرمانیه و کامرانیه واقع شده‌است و از جنوب به بزرگراه صدر محدود می‌شود.
محله چیذر از بدو شکل‌گیری به شکل مثلث بوده‌است این محله در شرق قیطریه و سه کیلومتری تجریش واقع شده‌است. املاک این محله از سوی شرق به قیطریه، از شمال به املاک جماران، از غرب به املاک رستم‌آباد و از جنوب به زمینهای دروس محدود می‌شد.

## تاریخچه چیذر
- محله چیذر از سابقه تاریخی و مذهبی طولانی برخوردار است و دلیل آن وجود امامزاده علی‌اکبر با مساحت دو هزار متر مربع در قلب این محله است، این امامزاده نقش اصلی در شاخص شدن چیذر ایفا کرده‌است. در قدیم سراسر این محدوده خرده‌مالک بوده و دو کوچه معروف این محله به نام‌های کوچه تکیه و کوچه امامزاده هستند.
- محله چیذر که آن را چیزر و بر روی سنگ‌قبرهای کهنه و قدیمی شیزر نوشته‌اند، نشان می‌دهد که در پیش از اسلام در تپه باستانی چیذر آتشکده‌هایی متعلق به زرتشتیان وجود داشته‌است.[۱]
- هوای چیذر خیلی خنک نیست. شب‌باد این محل باد توچال و روزباد آن باد ورامین است و باد شهریار در صورتی که شدتی داشته باشد بر این آبادی می‌وزد.
- پیشه مردم چیذر کشاورزی (به دلیل حاصلخیز بودن منطقه) و گله‌داری و کارگری کارخانه ضرابخانه و قورخانه سلطنت‌آباد و کسب و دکانداری بوده‌است. از سال ۱۳۲۰ جمعی از طایفه بزرگ سیاوشی که از مهاجران گرجی بودند در چیذر سکونت گزیدند.
- از باغ‌های معروف این محله باغ شعاع‌السلطنه است که سه دانگ آن متعلق به صارم‌الدوله بوده‌است. این باغ استخر قابل توجهی نیز داشته‌است.
- از رویدادهای ثبت شده مربوط به چیذر این است که مستشارالدوله پس از تشکیل کابینه تازه سپه‌سالار، روزی به تجریش رفته و ولوله عظیمی در آنجا دیده که ارمنی‌های یپرم‌خان به راه انداخته بودند و پس از دستگیری حاجی مجدالدوله در دزاشیب می‌نویسد: «دسته دیگر از اجامر نظمیه در چیزر به خانه ظهیرالاسلام ریخته، پس از تیراندازی‌های فراوان، او را مغلولاً به نظمیه برده‌اند و درصدد بوده‌اند تا دامنه شب جمع دیگری را همین‌طور اسیر و محبوس سازند».

## خیابان‌ها
- خیابان هاشمی علیا
- خیابان خراسانی
- خیابان بهمن پور
- خیابان کلهری
- خیابان چیذری
- میدان ندا (تمامی خیابانهای منشعب از آن)
- خیابان صالحی
- خیابان سلیمانی شرقی
- خیابان صادقی
- خیابان تواضعی
- خیابان سلیمی جنوبی
- خیابان عباسی
- خیابان پارس
- خیابان وطن پور

## اماکن چیذر

### اماکن قدیم
- امامزاده علی‌اکبر
- امامزاده اسماعیل بن زکریا
- باغ و عمارت فرخ‌خان امین‌الدوله
- مسجد (یک در)، تکیه (یک در)، گرمابه (۷ در)، دکان (هفت در)
- کوره آجرپزی

### اماکن امروزی
- ورزشگاه عقیلی چیذر
- مجتمع ورزشی ایرانیان
  - درمانگاه شبانه‌روزی ندا
- فروشگاه شهروند چیذر

## خطوط حمل و نقل عمومی
در گذشته از میدان امامزاده علی‌اکبر خط اتوبوس چیذر - قلهک دایر بود و خط اتوبوس میدان قدس (تجریش) - میدان اختیاریه از این محله عبور می‌نمود. در حال حاضر خطی از داخل محله موجود نمی‌باشد لیکن خطوط اتوبوسرانی عبوری از ضلع جنوبی و شمالی این محله به صورت ذیل مسافران را جابجا می‌نمایند:
- خط ۱۰۶ پایانه لاله به پایانه شهید افشار (پارک وی) در مسیر بلوار ارتش، بزرگراه‌های امام علی، شهید بابایی، ایستگاه متروی نوبنیاد، بزرگراه صدر، پل صدر و کامرانیه، ( چیذر )، ادامه بزرگراه صدر، بزرگراه مدرس
- خط ۲۱۷ شهرک صدف به بلوار صبا (متروی قیطریه) در مسیر شهرک صدف و نفت، مینی سیتی، بلوار ارتش، نارنجستان هفتم، خیابان لواسانی (فرمانیه)، بلوار شهید اندرزگو، ( چیذر )، ادامه بلوار اندرزگو، قیطریه و بلوار صبا[۲]